# Sheringham
Koordinaten: 52° 56′ N, 1° 13′ O
Sheringham ist eine Kleinstadt an der Nordseeküste von Norfolk in England, im Distrikt North Norfolk. Im Jahr 2011 zählte sie 7.367 Einwohner (Census).
Ursprünglich bestand die Gemeinde Sheringham aus den beiden Dörfern Upper Sheringham und Lower Sheringham. In Upper Sheringham wurde hauptsächlich Landwirtschaft betrieben, im direkt an der Küste liegenden Lower Sheringham Landwirtschaft und Fischfang.

## Gemeindepartnerschaft
Die deutsche Partnerstadt von Sheringham ist das niedersächsische Otterndorf. Die französische Gemeinde Muzillac in der Bretagne ist ebenfalls durch eine Partnerschaft mit Sheringham verbunden.

## Persönlichkeiten
Der Polarforscher Ernest Shackleton wohnte in der Zeit zwischen der Nimrod-Expedition (1907–1909) und der Endurance-Expedition (1914–1917) gemeinsam mit seiner Familie in Sheringham.